# Партия национального возрождения (Буркина-Фасо)
Партия национального возрождения (фр. Parti de la Renaissance Nationale, ПНВ) — социал-консервативная партия в Буркина-Фасо.

## Электоральная история
На парламентских выборах 5 мая 2002 года Партия национального возрождения получила 2,7% голосов избирателей и выиграла 4 из 111 мандатов в Национальной ассамблее . 
На президентских выборах 2005 года кандидат от партии Лоран Бадо получил 2,6% голосов
На парламентских выборах 2007 года партия выиграла 1 кресло, его занял экс-кандидат в президенты Лоран Бадо, выигравший в одномандатном округе в провинции Кадиого.
. 
На парламентских выборах 2012 года партия не прошла в парламент.
На всеобщих выборах 2015 года партия выиграла 2 мандата из 127.
На всеобщих выборах 2020 года партия не прошла в Национальную ассамблею, однако ее кандидат в президенты Таиру Барри занял 5 место, набрав 2,18% голосов избирателей.

## Результаты на выборах
| Год  | %    | Мандатов | Место |
| ---- | ---- | -------- | ----- |
| 2002 | 2,73 | 4 из 111 | 6     |
| 2007 | 1,29 | 1 из 111 | 11    |
| 2012 | 0,87 | 0 из 111 | 12    |
| 2015 | 1,88 | 2 из 127 | 8     |
| 2020 | 0,34 | 0 из 127 |       |